# USS Randolph (CV-15)
USS Randolph (CV-15) – amerykański lotniskowiec typu Essex (podtyp długi kadłub). Jego patronem był Peyton Randolph.
Stępkę okrętu położono 10 maja 1943 w stoczni Newport News Shipbuilding w Newport News. Zwodowano go 28 czerwca 1944, matką chrzestną była żona senatora Gillette`a. Jednostka weszła do służby w US Navy 9 października 1944, jej pierwszym dowódcą był Captain Felix Locke Baker.
Okręt był w służbie w czasie II wojny światowej. Brał udział w atakach na Japonię, został trafiony przez kamikaze. Przeszedł przez programy SCB-27 i SCB-125. Brał udział w projekcie Mercury.
Wycofany ze służby 13 lutego 1969 w Boston Navy Yard, został sprzedany na złom w maju 1975.